# Marjaana Pellinen
Marjaana Pellinen este o fostă membră a formației finlandeze symphonic metal Nightwish.